# Квалитет воде
Квалитет воде односи се на хемијске, физичке, биолошке и радиолошке карактеристике воде. То је мерило стања воде у односу на потребе једне или више живих врста и/или било које људске потребе или сврхе. Најчешће се користи позивајући се на скуп стандарда на основу којих се може оценити усаглашеност, која се углавном постиже пречишћавањем воде. Најчешћи стандарди који се користе за процену квалитета воде односе се на здравље екосистема, безбедност људи и питку воду .

## Стандарди
У постављању стандарда, агенције доносе политичке и техничке/научне одлуке о начину на који ће се вода користити. У случају природних водних тела, они такође дају неке разумне процене нетакнутих првобитних услова. Природна водна тела ће се мењати у зависности од услова животне средине. Научници за заштиту животне средине раде на разумевању функционисања ових система, што заузврат помаже да се идентификују извори и судбине загађујућих материја. Правници за заштиту животне средине и креатори политике раде на дефинисању законодавства с намером да се вода одржи у одговарајућем квалитету за њену идентификовану употребу.
Већи део површинских вода на Земљи није ни питка ни токсична вода. Ово је истина ако се не рачунају воде океана (које су сувише слане да би се могле пити). Друга општа напомена о квалитету воде је једноставно својство које говори да ли је вода загађена или не. У ствари, квалитет воде је комплексна ствар, делимично зато што је вода комплексна средина суштински повезана са екологијом Земље. Индустријске и комерцијалне активности (нпр. производња, рударство, изградња, транспорт) главни су узрочници загађења воде, као и отицање воде са пољопривредних површина, градска кишна канализација и испуштање третираних и нетретираних канализационих вода.

## Категорије
Параметри за квалитет воде су одређени према намени воде за употребу. Рад у области квалитета воде фокусира се на воду која је третирана за људску потрошњу, индустријску употребу или у животној средини.

### Људска потрошња
Загађујуће материје које могу постојати у необрађеној води укључују микроорганизме попут вируса, протозоа и бактерија; неорганске загађујуће материје као што су соли и метали; органске хемијске загађујуће материје из индустријских процеса и употребе нафте; пестициде и хербициде; радиоактивне загађујуће материје. Квалитет воде зависи од локалне геологије и екосистема, као и од људске употребе попут испуштања канализације, индустријског загађења, употребе водних тела као хладњака воде и прекомерне употребе (што може снизити ниво воде).
Америчка агенција за заштиту животне средине (ЕРА) ограничава количине одређених загађујућих материја у води из чесме коју обезбеђују амерички јавни водоводни системи. Закон о сигурној пијаћој води овлашћује ЕРА да издаје две врсте стандарда:
- примарни стандарди регулишу супстанце које потенцијално утичу на здравље људи; [4]
- секундарни стандарди прописују естетске квалитете, оне који утичу на укус, мирис или изглед.[5]

Прописи америчке Агенције за храну и лекове (FDA) утврђују ограничења за загађујуће материје у флашираним водама која морају пружити исту заштиту за јавно здравље. Може се очекивати да вода за пиће, укључујући флаширану воду, садржи барем мале количине неких загађујућих материја. Присуство ових загађујућих материја не значи нужно да вода представља ризик за здравље.
У урбанизованим областима широм света, технологија пречишћавања воде користи се у градским водоводним системима за уклањање загађивача из изворске воде (површинске или подземне воде) пре него што се дистрибуира кућама, предузећима, школама и другим примаоцима. Вода захваћена директно из потока, језера или водоносног слоја која се не пречишћава биће неизвесног квалитета.

### Индустријска употреба и употреба у домаћинствима
Растворени минерали могу утицати на погодност воде за читав низ индустријских и кућних намена. Најпознатије од њих је вероватно присуство јона калцијума (Cа 2+) и магнезијума (Мg 2+) који ометају дејство сапуна и могу формирати тврде сулфатне и меке карбонатне наслаге у грејачима воде или бојлерима. Тврда вода може се омекшати да би се уклонили ови јони. Процес омекшавања често замењује катјоне натријума. Тврда вода може бити повољнија од меке воде за људску употребу, јер су здравствени проблеми повезани са вишком натријума и мањком калцијума и магнезијума. Омекшавање смањује нутритивну вредност и може повећати ефикасност чишћења. Отпадне материје и течности из различитих индустрија такође могу загађивати квалитет воде у водним телима.

### Квалитет воде у животној средини
Квалитет воде у животној средини односи се на водна тела као што су језера, реке и океани. Стандарди квалитета воде за површинске воде знатно се разликују због различитих услова животне средине, екосистема и намена за људску употребу. Токсичне материје и велика популација одређених микроорганизама могу представљати опасност по здравље, не узимајући у обзир воду за пиће, и за наводњавање, пливање, риболов, рафтинг, вожњу чамаца и индустријске употребе. Ови услови такође могу утицати и на дивље животиње, које воду користе за пиће или као станиште. Савремени закони о квалитету воде генерално одређују заштиту рибарства и рекреативног коришћења и захтевају, као минимум, задржавање тренутних стандарда квалитета.

Постоји и жеља јавности да врате водна тела у нетакнуте или пред-индустријске услове. Већина актуелних закона о животној средини фокусирана је на одређивање посебних употреба водног тела. У неким земљама ове десигнације дозвољавају извесно загађење воде све док одређена врста контаминације није штетна за назначену употребу. С обзиром на пејзажне промене (нпр. изградња, урбанизација, сеча шума) у сливовима многих слатководних водних тела повратак нетакнутим условима био би значајан изазов. У тим се случајевима научници за животну средину фокусирају на постизање циљева за одржавање здравих екосистема и могу се концентрисати на заштиту популација угрожених врста и заштиту здравља људи. 

## Узорковање и мерење
Сложеност квалитета воде као субјекта огледа се у многим врстама мерења индикатора квалитета воде. Најтачнија мерења квалитета воде врше се на лицу места, јер вода постоји у равнотежи са својом околином. Мерења која се обично раде на лицу места и у директном контакту са дотичним извором воде укључују температуру, pH, растворени кисеоник, проводљивост, редокс потенцијал (ORP), мутноћу и дубину по Секи диску.

### Узимање узорака
Сложенија мерења често се обављају у лабораторији, а захтевају да се узорак воде скупља, чува, превози и анализира на другој локацији. Процес узорковања воде доноси два значајна проблема:
- Први проблем је у којој мери узорак може бити репрезентативан за дати извор воде. Многи извори воде се мењају у зависности од времена и локације. Дата мерења могу варирати сезонски или од дана до ноћи или као одговор на неку активност човека или природне популације водених биљака и животиња.[11] Мерење може варирати у зависности од удаљености од границе воде и атмосфере, и удаљености од тла изнад и испод воде. Онај који врши узорковање мора утврдити да ли једно време и локација задовољавају потребе истраживања или се употреба воде може проценити просечним вредностима са временом и локацијом, или се захтевају појединачна мерења критичних максимума и минимума током времена, на више локација или догађаја. Поступак сакупљања узорака мора осигурати исправно пондерисање појединих времена узорковања и локација где је то прикладно. [12] Тамо где постоје критичне максималне или минималне вредности, статистичке методе се морају применити на посматране варијације да би се одредио адекватан број узорака за процену вероватноће прелазa тих критичних вредности.
- Други проблем настаје када се узорак захвати из извора воде и почне да успоставља хемијску равнотежу са новим окружењем - посудом за узорке. Посуде за узорке морају бити направљене од материјала минималне реактивности са материјама које се мере; а важна је и чистоћа посуда за узорке. Узорак воде може да раствори део посуде за узорковање и било који остатак на тој посуди, или хемикалије растворене у узорку воде могу да се апсорбују на посуду и остану тамо када се вода излије за анализу. ‍:4 Сличне физичке и хемијске интеракције могу се одвијати са било којим пумпама, цевоводима или интермедијарним уређајима који се користе за преношење узорка воде у посуду за узорковање. Вода сакупљена из дубина испод површине обично је под сниженим притиском атмосфере; тако да гас растворен у води може да исцури у непопуњен простор на врху посуде. Атмосферски гас присутан у том ваздушном простору такође се може растворити у узорку воде. Остале равнотеже хемијских реакција могу се променити ако узорак воде промени температуру. Фино раздељене чврсте честице, претходно суспендоване воденом турбуленцијом, могу се таложити на дну посуде са узорком, или се из биолошког раста или хемијских талога може формирати чврста фаза. Микроорганизми унутар узорка воде могу биохемијски да мењају концентрације кисеоника, угљен-диоксида и органских једињења. Променом концентрације угљен-диоксида може се променити pH и растворљивост одређених хемијских супстанци. Ови проблеми су од посебног интереса током мерења хемијских супстанци за које се претпоставља да су значајне у веома ниским концентрацијама.

Чување узорка може делимично решити други проблем. Уобичајени поступак је држање узорака хладним како би се успорила брзина хемијских реакција и промена фаза, и анализирање узорка што је пре могуће; али то само минимизира промене, а не спречава их.  ‍:43–45 Корисна процедура за одређивање утицаја посуда за узорке током времена између прикупљања узорака и анализе укључује припрему два вештачка узорка пре самог узорковања. Једна посуда за узорке пуни се водом познатом из претходне анализе која не садржи детектујућу количину хемикалије која нас занима. Овај узорак, зван „празан“, отвара се ради излагања атмосфери када се узорак од интереса сакупи, затим се поново затвара и транспортује у лабораторију са узорком за анализу, како би се утврдило да ли су поступци држања узорка унели било коју мерљиву количину хемикалије која нас занима. Други вештачки узорак прикупља се са узорком који нас занима, али се затим „загађује“ одмереном количином хемикалије која нас занима у тренутку сакупљања. Празни и загађени узорци носе се са узорком који нас занима и истим методама анализирају у исто време да би се утврдиле све промене које указују на повећања или смањења током времена протеклог између прикупљања и анализе.

### Испитивање као одговор на природне катастрофе и друге ванредне ситуације
Неизбежно након догађаја као што су земљотреси и цунами, агенције за помоћ одмах реагују како би започеле операције помоћи и покушале обновити основну инфраструктуру и пружити основне ставке потребне за опстанак и каснији опоравак. Приступ чистој води за пиће и одговарајућа санитација (здравствени услови) су приоритет у оваквим временима. Претња од болести се увелико повећава због великог броја људи који живе близу једни другима, често у тешким условима и без одговарајуће санитарне заштите.
Након природне катастрофе, што се тиче испитивања квалитета воде, распрострањена су мишљења о најбољем начину поступања и могу се применити различите методе. Кључни основни параметри квалитета воде које је потребно решити у хитним случајевима су бактериолошки индикатори фекалног загађења, заосталог слободног хлора, pH, замућености и евентуално проводљивости/укупно растворених супстанци. На тржишту постоји велики број преносних сетова за тестирање воде које агенције за помоћ пружају за обављање таквих испитивања. 
Након већих природних катастрофа, може проћи одређено време пре него што се квалитет воде врати на ниво пре катастрофе. На пример, после цунамија у Индијском океану 2004. године, Међународни институт за управљање водама (IWMI) са седиштем у Коломбу пратио је утицаје слане воде и закључио да су се бунари опоравили до квалитета питке воде пре цунамија годину и по дана након тог догађаја. IWMI је развио протоколе за чишћење бунара загађених сланом водом; касније их је Светска здравствена организација званично одобрила као део серије Смерница за хитне случајеве. 

### Хемијска анализа
Најједноставније методе хемијске анализе су оне које мере хемијске елементе без обзира на њихов облик. Елементарна анализа за кисеоник, као пример, указује на концентрацију од 890 г/л (грама по литру) у узорку воде јер кисеоник (О) чини 89% масе молекула воде (Н2О). Метода одабрана за мерење раствореног кисеоника требало би да разликује двоатомски кисеоник од кисеоника у комбинацији са другим елементима. Упоредна једноставност елементарне анализе произвела је велику количину података о узорку и критеријуму квалитета воде за елементе који се понекад идентификују као тешки метали. Анализа воде за тешке метале мора узети у обзир честице тла суспендоване у узорку воде. Ове суспендоване честице тла могу садржати мерљиве количине метала. Иако се честице не растварају у води, могу их конзумирати људи који пију воду. Додавање киселине у узорак воде ради спречавања губитка растворених метала на посуди за узорке може да раствори више метала из суспендованих честица тла. Филтрирање честица тла из узорка воде пре додавања киселине може, међутим, узроковати губитак растворених метала на филтеру.  Сложености разликовања сличних органских молекула још су изазовније.
Извођење ових сложених мерења може бити скупо. Будући да директна мерења квалитета воде могу бити скупа, државне агенције обично спроводе програме мониторинга. Међутим, постоје локални волонтерски програми и расположиви ресурси за општу процену. Алати доступни широј јавности укључују комплете за тестирање на лицу места, који се обично користе за резервоаре за рибу и поступке биолошке процене.

### Мониторинг у реалном времену
Иако се квалитет воде обично анализира у лабораторијама, од краја 20. века повећано је интересовање јавности за квалитет воде за пиће коју обезбеђују општински системи. Многа водоводна предузећа су развила системе за прикупљање података о квалитету воде у реалном времену. У раном 21. веку постављени су разни сензори и системи за даљински мониторинг pH воде, замућености, раствореног кисеоника и других параметара. Такође су развијени неки даљински сензорски системи за надгледање квалитета воде у рекама, естуаријима и приобалним водама. 

### Индикатори за питку воду
Следи листа показатеља који се често мере ситуационом категоријом:
- Алкалност
- Боја воде
- pH
- Укус и мирис (геосмин, 2-метилизоборнеол (МИБ) итд.)
- Растворени метали и соли (натријум, хлориди, калијум, калцијум, манган, магнезијум)
- Микроорганизми попут фекалних колиформних бактерија (Escherichia coli), Cryptosporidium i Giardia lamblia; види Бактериолошка анализа воде
- Растворени метали и металоиди (олово, жива, арсен, итд.)
- Растворени органски материјали: обојена растворена органска материја, растворени органски угљеник
- Радон
- Тешки метали
- Фармацеутски производи
- Хормонски аналози

### Индикатори животне средине

#### Физички индикатори
- Температура воде
- Специфична проводљивост или електрична проводљивост
- Укупне суспендоване материје
- Провидност или мутноћа
- Укупне растворене материје
- Мирис воде
- Боја воде
- Укус воде

#### Хемијски индикатори
- pH
- Биохемијска потрошња кисеоника (БПК)
- Хемијска потрошња кисеоника (ХПК)
- Растворени кисеоник
- Укупна тврдоћа
- Тешки метали
- Нитрати
- Ортофосфати
- Пестициди
- Површински активне материје

#### Биолошки индикатори
- Ephemeroptera (муве)
- Plecoptera (обалчари)
- Mullusca (мекушци)
- Trichoptera (тулараши)
- Eschrichia coli (E. coli)
- Колиформне бактерије
- Pimephales promelas (шаранке)
- Americamysis bahia (шкампе)
- Морски јеж

Показатељи биолошког мониторинга развијени су на многим местима, а један од широко коришћених је присуство и бројност припадника инсеката реда Ephemeroptera, Plecoptera i Trichoptera. Ови показатељи ће се, наравно, разликовати од регије до регије, али генерално, у региону, што је већи број врста из ових редова, то је бољи квалитет воде. Организације у Сједињеним Државама, као што је ЕPА, нуде смернице за израду програма праћења и идентификацију припадника ових и других врста водених инсеката. Многи амерички уређаји за испуштање отпадних вода (нпр. фабрике, електране, рафинерије, рудници, комунална постројења за пречишћавање отпадних вода) морају вршити периодичне тестове на токсичност отпадних вода. 
Појединци заинтересовани за праћење квалитета воде који не могу спровести анализе лабораторијског обима такође могу користити биолошке показатеље да би добили опште информације о квалитету воде. Један пример је IOWATER волонтерски програм за мониторинг воде из Ајове, који укључује бентоски индикаторски кључ за бескичмењаке. 
Дводелни мекушци се углавном користе као биоиндикатори за мониторинг здравственог стања водене животне средине како слатке воде, тако и морске. Њихов статус или структура популације, физиологија, понашање или ниво контаминације елементима или једињењима могу указивати на стање контаминације екосистема. Посебно су корисни јер су непокретни тако да су репрезентативни за околину у којој су узорковани или смештени. Типичан пројекат је Амерички програм праћења шкољки, али данас се они користе широм света.
Јужноафрички систем бодовања је биолошки систем за праћење квалитета воде заснован на присуству бентоских бескичмењака. Овај алат воденог биомониторинга је прерађиван у последњих 30 година, а сада је као пета верзија која је специјално модификована у складу са међународним стандардима, односно ISO/IEC 17025 протоколу. Овај метод користи Јужноафричко одељење за водне послове као стандардни метод за процену здравственог стања река.

## Стандарди и извештаји

### Међународни
- Светска здравствена организација (WHO) објавила је смернице за квалитет воде за пиће (GDWQ) 2011. године. [27]
- Међународна организација за стандардизацију (ISO) објавила је прописе о квалитету воде у делу ICS 13.060,[28], од узорковања воде, o води за пиће, води индустријске класе, отпадној води и испитивању воде на хемијска, физичка или биолошка својства. ICS 91.140.60 покрива стандарде водоводних система. [29]

### Националне спецификације за амбијенталну и питку воду

#### Европска унија
Политика Европске уније о водама првенствено је кодифицирана у три директиве :
- Директива о пречишћавању комуналних отпадних вода (91/271/ЕЕC) од 21. маја 1991. која се односи на испуштање комуналних и неких индустријских отпадних вода;
- Директива о питкој води (98/83/ЕC) од 3. новембра 1998. о квалитету питке воде;
- Оквирна директива о води (2000/60/ЕC) од 23. октобра 2000. о управљању водним ресурсима.